# Most čez Leontes
Most žez Leontes je rimski most v Libanonu; prečka reko Litani (antični Leontes) v bližini Nahr Abou Assouad, 10 km severno od Tira. Most, ki je datiran v 3. ali 4. stoletje našega štetja, ima sorazmerno raven lok z razmerjem med razponom in višino 3,1 proti 1.
Glede na preučevanje sodobnih satelitskih podatkov (Google Earth) se zdi, da je rimski most čez Litani v resnici uničen, očitno nepopravljiv. S severne in južne strani je mogoče videti pristopne zidove, poleg ruševin sredinske podpore, ki so še vedno vidne v reki.
Glede na Wikipedijo je bil most uničen med bitko pri Litaniju med drugo svetovno vojno:
»21. avstralska brigada je napredovala vzdolž obalne ceste v smeri proti Bejrutu in poskušala prečkati reko Litani. Presenetljivo nočno izkrcanje britanskega št. 11 (škotskega) komandosa pod poveljstvom podpolkovnika R. L. Pedderja (Highland Light Infantry) , je poskušal zavzeti most blizu izliva reke, vendar ga je zadržalo razburkano morje na predlagani obali za izkrcanje. To je dalo branilcem Vichyjeve Francije dovolj časa, da uničijo most. Ko so komandosi končno pristali podnevi, v na treh ločenih krajih je bilo začetno izkrcanje skoraj brez nasprotovanja, ker so se branilci borili proti avstralskim enotam, nato so v bojih vzeli velike izgube, med njimi Pedder, ki je bil ubit v napadu na francosko vojašnico in ga je nasledil Geoffrey Keyes, čigar skupina je nazadnje uspela zavarovati prehod tako, da je s pomočjo nekaterih avstralskih vojakov preplula reko v platnenih čolnih.«